# Akasha (sanskrit)
Pour les articles homonymes, voir Akasha.
Ākāśa (en sanskrit IAST ; devanāgarī: आकाश) signifie éther, substance de l'espace. Ce terme est parfois assimilé à la quintessence dans son sens philosophique, notamment chez les philosophes grecs de l'Antiquité. Ce concept qualifie ce qui est omniprésent, unique, éternel et imperceptible.
En Occident, ce terme a été repris par différents courants ésotériques et occultes.

## Définition générale
Le mot Akasha apparait dans la cosmologie indienne traditionnelle. Dans de nombreuses langues indo-aryennes modernes et langues dravidiennes, le mot recouvre souvent la signification générale de : ciel.
Selon le dictionnaire de Gérard Huet, le mot akasha définit également ce qui concerne les ondes, le rayonnement. Et en mathématiques, le symbole zéro.

## Origine philosophique et religieuse

### Dans l'hindouisme
Le mot akasha est reconnu dans plusieurs écoles de philosophie indienne. L'école philosophique du vaiśeṣika, désigne l'akasha comme l'une des neuf substances (dravya). Selon l'école philosophique du sāṃkhya, il s'agit de l'un des cinq éléments (bhūta), c'est un élément imperceptible. Ākāśa est un des cinq Mahābhūta (grands éléments), produit par le tanmatra (élément subtil) du son (śabda). Cette définition se retrouve également dans les écoles de philosophie indienne āstika Nyāya et Vaisheshika pour lesquelles, l'Ākāśa est le cinquième élément constituant la substance physique, lequel est le substrat qui a la qualité du son. Celui-ci est indivisible, éternel, tout pénétrant et imperceptible.  
En effet, dans la théorie des cinq éléments de l'Āyurveda, l'espace ou l'éther sont caractérisés principalement par le son (śabda). Cependant, l'école philosophique du Chārvāka ne reconnaît que quatre éléments et exclut ce cinquième élément. 

Selon Vivekananda : 
« D’après les philosophes de l’Inde, l’univers tout entier est composé de deux substances. L’une est l’âkâsha ; c’est l’existence omniprésente, qui imprègne tout. Tout ce qui a forme, tout ce qui est le produit d’une combinaison provient de cet âkâsha. C’est l’âkâsha qui devient l’air, qui devient les liquides, qui devient les solides ; c’est l’âkâsha qui devient le soleil, la terre, la lune, les étoiles, les comètes ; c’est l’âkâsha qui devient le corps humain, le corps des animaux, les plantes, toutes les formes que nous voyons, tout ce qui peut tomber sous nos sens, tout ce qui existe. Il ne peut pas être perçu, il est si subtil qu’il échappe à toute perception ordinaire ; on ne peut le voir que lorsqu’il s’est épaissi, lorsqu’il a pris forme. Au début de la création, il n’existe que lui ; à la fin du cycle, les solides, les liquides et les gaz se fondent tous à nouveau en l’âkâsha, et la création suivante proviendra de même de cet âkâsha. 
Quelle est la force qui, de cet âkâsha, confectionne l’univers ? La puissance de prâna. Tout comme l’âkâsha est la substance infinie et omniprésente de cet univers, de même le prâna est la force infinie et omniprésente qui s’y manifeste ».

### Dans le bouddhisme
Dans la phénoménologie bouddhiste, akasha est divisé entre l'espace fini (ākāsa-dhātu) et l'espace infini (ajatākasā).
Le Vaibhashika, une ancienne école de philosophie bouddhiste, considère que l'existence de l'akasha est réelle.
Ākāsa est considéré comme étant le premier Dhyāna, mais le mot est très souvent traduit par : espace infini.
A ce sujet, Akashagarbha est par exemple un bodhisattva dont le nom commence par akasha.

### Dans le jaïnisme
Dans le Jaïnisme, Ākāśa représente l'espace. Cette conception s'inscrit dans la catégorie des dravyas : les substances composant l'univers. Les jivas : les âmes sont les éléments vivant dans la cosmographie jaïne. La non-violence: l'ahimsa doit être faite envers toutes les vies pour les jaïns.

## Dans la littérature occidentale
Ce terme sanskrit a également été adopté par des théosophes occidentaux à la fin du XIXe siècle. Dans ce cadre, l'akasha est présenté comme étant un recueil de souvenirs ou une mémoire du monde en lien avec le concept de l'âme et avec celui de l'éther, développé à la même période. Il s'agirait d'une substance immuable, en partant du principe que, si la substance fondamentale de l'univers pouvait être mouvante et instable, alors les lois constantes qui régissent l'univers cesseraient de fonctionner et l'ensemble serait un chaos, les interrelations entre les êtres et les composantes seraient impossibles. L'akasha est donc présenté comme une constante qui structure l'ensemble.
Les spirites décrivent l'akasha comme une lumière astrale, une sorte de fluide dont la perception ne serait accessible que pour certaines personnes qualifiées de medium. Il s'agit alors d'occultisme aussi appelé pseudo-science.

#### Textes fondateurs
- Brihadaranyaka Upanishad

#### Spiritualités
- La Cosmographie jaïne

#### concepts associés
- Bhuta: les cinq grands éléments
- Quintessence (philosophie)
- Ch'i (spiritualité)